# Nanophyton
Nanophyton es un género de plantas fanerógamas con once especies pertenecientes a la familia Amaranthaceae.

## Taxonomía
El género fue descrito por Christian Friedrich Lessing y publicado en Linnaea 9: 197. 1834. La especie tipo es: Nanophyton caspicum Less. = Nanophyton erinaceum

## Especies
- Nanophyton acutum
- Nanophyton botschantzevii
- Nanophyton erinaceum
- Nanophyton grubovii
- Nanophyton iliense
- Nanophyton juniperinum
- Nanophyton macranthum
- Nanophyton mongolicum
- Nanophyton narynense
- Nanophyton pulvinatum
- Nanophyton saxatile